# أنطونيو أندرسون
أنطونيو أندرسون (بالإنجليزية: Antonio Anderson)‏ مواليد 5 يونيو 1985 في لين، هو لاعب كرة سلة أمريكي. بدأ مسيرته الاحترافية في سنة 2009. يبلغ طوله 6 قدم 6 بوصة (2.0 م). اعتزل اللعب في 2013.

## المسيرة الاحترافية
لعب مع أوكلاهوما سيتي ثاندر في سنة 2010، ثم لعب مع مين ريد كلوز في سنة 2011، ثم لعب مع راتيوفارم أولم في الدوري الألماني في سنة 2011، ثم لعب مع مين ريد كلوز في سنة 2011.

## روابط خارجية
- أنطونيو أندرسون على موقع إن بي أي (الإنجليزية)
- أنطونيو أندرسون على موقع سبورتس رفرنس (الإنجليزية)
- أنطونيو أندرسون على موقع كرة السلة الأوروبية.كوم (الإنجليزية)
- أنطونيو أندرسون على موقع كلية كرة السلة في سبورتس رفرنس.كوم (الإنجليزية)
- أنطونيو أندرسون على موقع ريلجم (الإنجليزية)
- أنطونيو أندرسون على موقع بروبوليرز (الإنجليزية)
- أنطونيو أندرسون على موقع سبورتس رفرنس (الإنجليزية)